# Pavel Krouchevan
Pavel Alexandrovitch Krouchevan (en russe : Па́вел Алекса́ндрович Крушева́н, en roumain : Pavel (Pavalаchii) Alexandrovici Crușeveanu), né en 1860 et mort en 1909, est un journaliste, prosateur, publiciste et activiste antisémite de la centurie noire, mouvement monarchiste extrémiste du début du XXe siècle dans l'Empire russe.

## Biographie
Il naît le 15 (27) janvier 1860 en Bessarabie au village de Ghindești de l'ouïezd de Soroki (aujourd'hui raïon de Florești en Moldavie) au sein de la famille d'un propriétaire terrien moldave. Après avoir été au lycée de Kichinev et suivi des études de droit, il devient avocat, membre de l'assemblée municipale de Kichinev et de 1887 à 1895 fonctionnaire au département des accises de Minsk.
À partir des années 1890, il expose son point de vue nationaliste dans des articles et essais polémiques, recourant à la calomnie, à la diffamation, à l'insulte et à la menace, ce qui lui vaut d'être plusieurs fois traduit en justice. Il subit en retour des menaces.

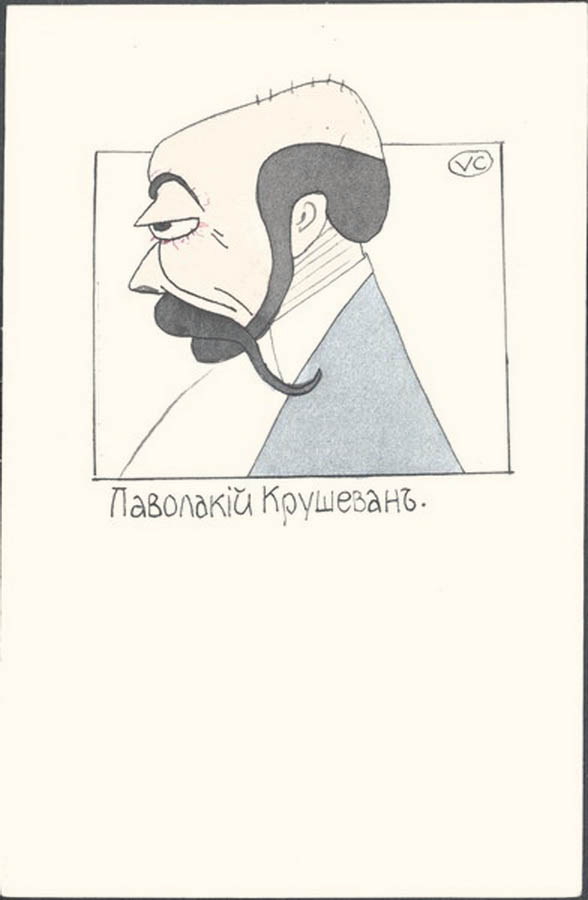
Valeri Carrick: Portrait de Krouchevan.

Dans l'esprit de nombreux contemporains, le pogrom de Kichinev de 1903 est en partie provoqué par les publications de Krouchevan dans le journal Le Bessarabien («Бессарабец»), où il décrit l'assassinat sauvage de Mikhaïl Rybatchenko, adolescent de quatorze ans, insinuant que les juifs seraient à l'origine d'un « meurtre rituel ». Cette affaire tragique est montée en épingle des jours durant dans ce journal de Kichinev pour agiter les bas-fonds. Lorsque l'enquête révèle que c'est le cousin du malheureux garçon qui l'a assassiné pour une histoire d'héritage, le ministère de l'intérieur édite une circulaire interdisant de publier quoi que ce soit à propos de l'affaire Rybatchenko; mais cela a pour effet que la honteuse calomnie de Krouchevan n'a pu être réfutée publiquement.   
Pour se venger des victimes du pogrom, l'étudiant juif Pinkus Dachevsky poignarde Krouchevan, mais il n'est que blessé. Dans ce contexte, le refus de Krouchevan de recevoir une assistance médicale d'un médecin juif est devenu célèbre. Après cet attentat, il ne se sépare pas de ses armes et emmène partout avec lui un cuisinier de peur d'être empoisonné.

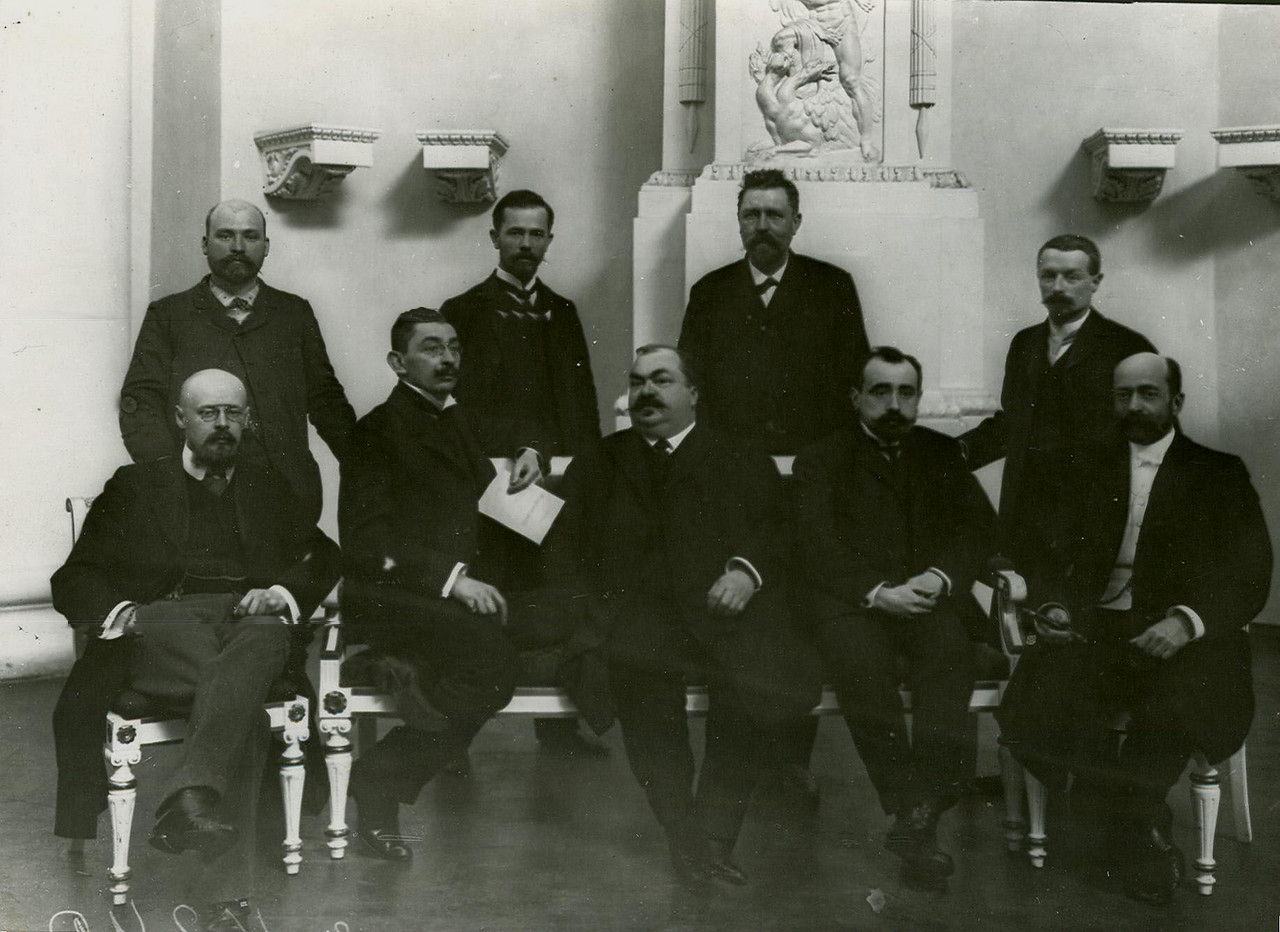
Membres de la 2e Douma d'État de Bessarabie en 1907. Debout :,, et Dmitri Sviatopolk-Mirski. Assis : Vladimir Pourichkevitch,,, et Pavel Krouchevan.

De 1906 à 1909, il dirige la douma municipale de Kichinev et il est député de la 2e douma d'État à Saint-Pétersbourg. Il meurt le 5/17 juin 1909 à Kichinev.

## Carrière de publiciste
Il commence à écrire en 1882; dans la collection La Semaine, il publie un roman intitulé Plus heureux que tous («Счастливее всех»); la même année, la nouvelle Nid en ruine («Разорённое гнездо»), puis d'autres nouvelles et articles.
Il écrit aussi beaucoup pour La Feuille de Minsk («Минский листок») et Le Messager de Vilna («Виленский вестник») (1887—1895). Une partie de ce que Krouchevan a écrit pendant cette période a été incluse dans des livres publiés séparément : Qu'est-ce que la Russie ? Notes de voyage (Moscou, 1896), L'Affaire Artabanov (roman, Moscou, 1896), Les Fantômes (roman et récits divers, 1897). 
Krouchevan fonde à Kichinev en 1896 le journal quotidien Le Bessarabien qui au début a une orientation libérale, mais devient bientôt un organe de presse réactionnaire et antisémite (à partir de 1905, ce journal est un organe de la section de Bessarabie - fondée par Krouchevan - de l'Union du peuple russe). À la fin de 1902, Krouchevan fonde à Saint-Pétersbourg le journal Le Drapeau («Знамя»), mais qui cesse de paraître en 1904. C'est dans ce journal que sont publiés pour la première fois des extraits du texte antisémite Les Protocoles des Sages de Sion sous le titre  «Le programme de conquête du monde juif» (28 août - 7 septembre 1903).

## Publications
- Альманах «Бессарабия».  Графический, исторический, статистический, экономический, этнографический, литературный и справочный сборник «Бессарабия», изданный в 1903 году газетой «Бессарабец» под редакцией П. Крушевана. — М.: 1903.
- Крушеван П. А., Знамя России, lire en ligne, М., Институт русской цивилизации, 2015,  (ISBN 978-5-4261-0099-2), ответственный: Платонов О. А.